# Maraapunisaurus
Maraapunisaurus (il cui nome in lingua Ute significa "lucertola enorme") è un genere estinto di dinosauro sauropode rebbachisauride vissuto nel Giurassico superiore, circa 150 milioni di anni fa (Titoniano), in quella che oggi è la Formazione Morrison, in Colorado, USA. Il genere contiene una singola specie, ossia M. fragillimus, rappresentata da un unico esemplare fossile andato perduto e a volte considerata come il più grande esemplare fossile di dinosauro mai scoperto, originariamente chiamato Amphicoelias fragillimus. Sulla base delle descrizioni superstiti di un singolo osso fossile, gli scienziati hanno prodotto numerose stime sulle dimensioni dell'animale nel corso degli anni; la più grande stima effettuata per M. fragillimus, che lo vedrebbe come l'animale più grande conosciuto, ipotizza una lunghezza di 58 metri per una massa di 122,4 tonnellate. Tuttavia, poiché gli unici resti fossili furono persi a un certo punto dopo essere stati studiati e descritti nel 1870, le prove sopravvissute su cui si possono basare gli studiosi sono solo disegni e note sul campo.
Studi più recenti hanno avanzato una serie di suggerimenti riguardanti la possibilità di un tale animale. Un'analisi delle prove sopravvissute e la plausibilità biologica di un così grande animale terrestre hanno suggerito che le enormi dimensioni di questo animale fossero sovrastimate a causa in parte di errori tipografici nella descrizione originale del 1878. Nel 2018, è stato suggerito dal paleontologo Kenneth Carpenter che la specie fosse un sauropode rebbachisauride e non diplodocide, e che quindi come base per le stime dimensionali debba essere usato Limaysaurus invece di Diplodocus. Ciò comporta un animale di dimensioni inferiori (43 metri) e ha respinto l'idea che ci fossero errori tipografici nella descrizione originale del 1878.

## Storia della scoperta

### Descrizione originale

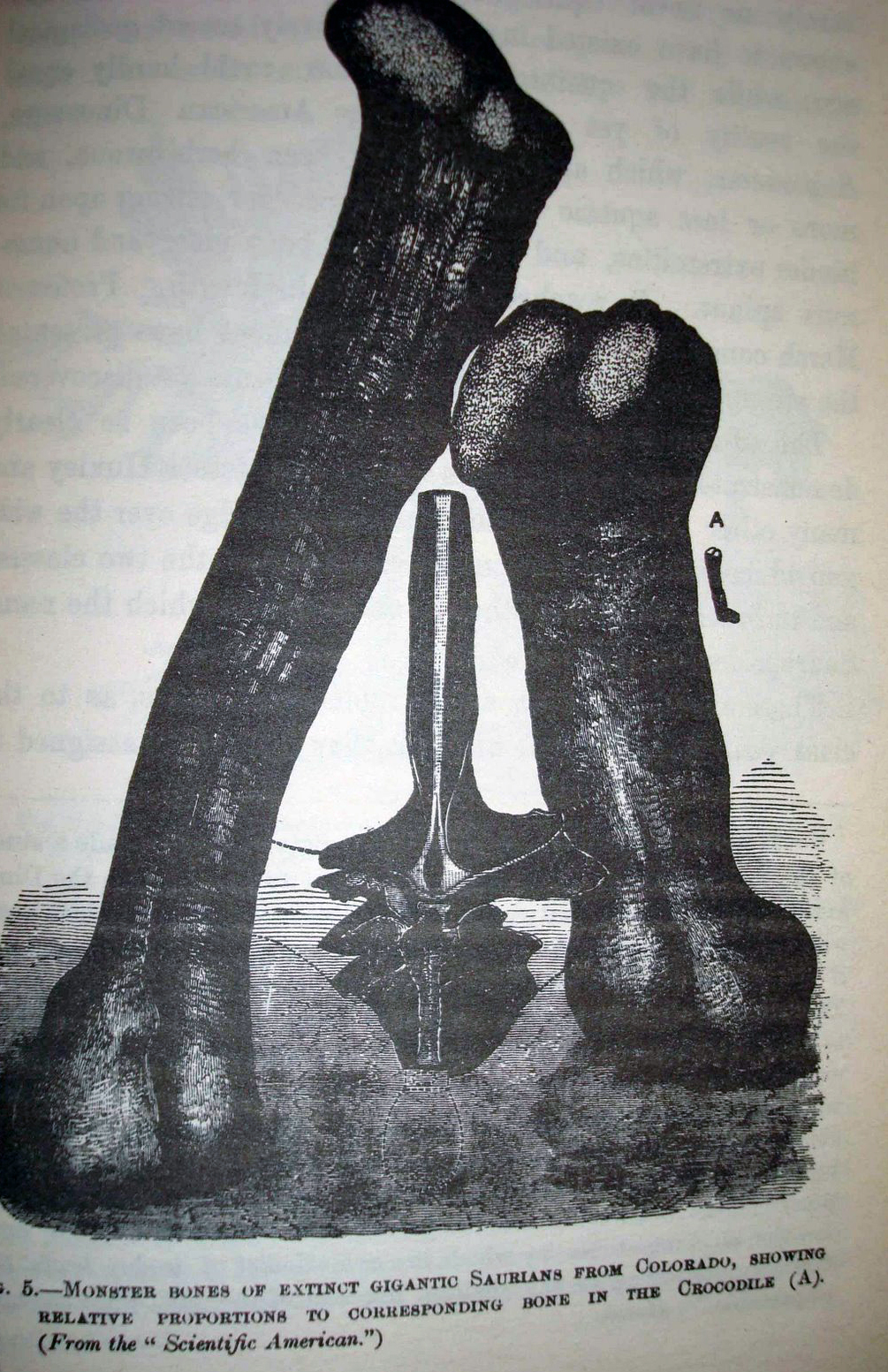
Illustrazione raffigurante i fossili di A. fragillimus, 1884

I resti dell'Amphicoelias fragillimus furono raccolti da Oramel Lucas, un collezionista di fossili impiegato da E. D. Cope, poco dopo essere stato assunto da questi nel 1877. Lucas scoprì una vertebra (con parte dell'arco neurale e della spina dorsale) delle nuove specie di sauropodi a Garden Park, a nord di Cañon City, Colorado, vicino a una cava che restituiva fossili di Camarasaurus. La vertebra era in cattive condizioni, ma straordinariamente grande, misurando 1,5 m in altezza e promettendo una misura fino a 2,7 m se completa. Lucas spedì l'esemplare a Cope nella primavera o all'inizio dell'estate del 1878 e Cope lo pubblicò come esemplare olotipo di una nuova specie (numero di catalogo AMNH 5777), A. fragillimus, quell'agosto.
Il nome deriva dal latino fragillimus ("molto fragile"), che si riferisce alla delicatezza dell'osso dovuta alla sottilissima lamina dell'arco vertebrale (le pareti del corpo vertebrale). Come rivelato nei quaderni di Cope, che registrò il ritrovamento in base al rapporto di Lucas sui siti di scavo nel 1879, l'esemplare proveniva da una collina a sud della cava del Camarasaurus, ora nota come Cope's Nipple. Nonostante Cope avesse originariamente scritto che il sito apparteneva alla formazione Dakota (medio Cretacico), la presenza di dinosauri come il Camarasaurus nelle stesse rocce indica che i resti appartengono più probabilmente alla formazione Morrison, che colloca l'età del sito a 150 milioni di anni fa nel tardo periodo Giurassico, in particolare nel Titoniano.

### Scomparsa dell'esemplare e della cava
Le gigantesche ossa attribuite a A. fragillimus sono state spesso ignorate nei resoconti relativi a dinosauri più grandi, in parte perché, secondo varie successive verifiche, non è nota la posizione della vertebra e del femore successivamente scoperto da Lucas e tutti i tentativi di localizzarli sono falliti. Nel 2006 il paleontologo statunitense Kenneth Carpenter ha presentato un plausibile scenario per spiegare la scomparsa dei campioni di A. fragillimus. Come annota lo stesso Cope nella sua descrizione, il materiale osseo dell'arco neurale era molto fragile e le tecniche per indurire e preservare le ossa fossili non erano ancora state inventate (fu infatti il paleontologo Othniel Charles Marsh, il rivale di Cope, il primo a utilizzare sostanze chimiche a tale scopo nei primi anni 1880). Carpenter ha osservato che le ossa fossili estratte dalla cava dell'A. fragillimus sarebbero state conservate in mudstone (termine inglese che indica un tipo di argillite, una roccia sedimentaria a grana fine i cui costituenti originali erano argille o fanghi) profondamente alterata, che tende a sgretolarsi facilmente e a frammentarsi in piccoli cubetti irregolari. Pertanto, le ossa potrebbero essersi sgretolate ed essere state scartate da qualcuno al Museo Americano di storia naturale (forse anche dallo stesso Cope) subito dopo averle illustrate nella raccolta per il suo articolo. Carpenter ha suggerito che questo potrebbe spiegare anche perché Cope disegnò la vertebra da una sola vista, piuttosto che da più angolazioni come fece normalmente per le sue altre scoperte.
Nel 1994 fu fatto un tentativo di localizzare la cava originale dove erano stati rinvenuti l'A. fragillimus e altre specie, usando un radar che penetrasse nel terreno nel tentativo di rilevare ossa fossili ancora sepolte nel terreno. Questo tentativo fallì perché le ossa fossili di mudstone avevano la stessa densità della roccia circostante, rendendo impossibile la loro differenziazione. Uno studio della topografia locale dimostrò anche che gli strati rocciosi di origine fossile erano gravemente erosi, e probabilmente il processo era già in atto quando Lucas fece la sua scoperta di A. fragillimus, indicando infatti che la maggior parte dello scheletro era scomparsa al momento del recupero della vertebra e del femore.

### Interpretazioni moderne
Le proporzioni gigantesche di A. fragillimus sono state a lungo oggetto di discussione tra i paleontologi. Carpenter sostiene che ci sono tutte le ragioni per prendere Cope in parola, osservando come fosse in gioco la sua reputazione di paleontologo. La scoperta avvenne durante la guerra delle ossa e il rivale di Cope, O.C. Marsh, che era "sempre pronto a umiliare" Cope, non mise mai in discussione le affermazioni di questi. Marsh era noto per aver impiegato spie per monitorare le scoperte di Cope e potrebbe persino aver avuto conferma dell'enorme dimensione delle ossa di Amphicoelias fragillimus. Anche i paleontologi Henry Fairfield Osborn e C.C. Mook nel 1921, oltre a John S. McIntosh nel 1998, accettarono senza riserve i dati di Cope nelle recensioni da loro pubblicate. Altri paleontologi sono stati più critici. In un'analisi delle prove e delle circostanze che circondano la pubblicazione e l'interpretazione di A. fragillimus, Woodruff e Foster (2015) hanno concluso che le sue dimensioni sono state sopravvalutate e che i paleontologi moderni hanno accettato l'interpretazione di Cope senza il dovuto scetticismo. Notano che non sono stati scoperti fossili di sauropodi relativamente giganteschi nella formazione Morrison o altrove, che i paleontologi del XIX secolo - incluso lo stesso Cope - non hanno prestato la dovuta attenzione alle dimensioni di A. fragillimus (anche quando potevano essere giustificate dalla regola di Cope riguardo all'aumento di dimensioni corporee degli animali nel corso del tempo evolutivo) e che errori tipografici nelle sue misurazioni - come aver riportato le misure vertebrali in metri piuttosto che in millimetri - minano la loro affidabilità. I due studiosi hanno concluso che il gigantesco A. fragillimus è una creatura "altamente improbabile" basata su una discutibile interpretazione del rapporto di Cope.
Nel 2018, Carpenter difese ancora una volta le misure originali fornite da Cope in un documento che ridisegna la specie sulla base dell'illustrazione e della descrizione di Cope. L'argomento di un errore tipografico indicava l'uso di Cope dell'abbreviazione "m" piuttosto che "mm" per millimetri, lo stesso usato per i metri, ma Carpenter indica una "M" maiuscola usata per i metri, e che questo era un metodo standard di abbreviazione al tempo. In aggiunta a ciò, riesaminò una comunicazione tra Lucas e Ferdinand Vandeveer Hayden, un geologo di indagine, in cui le grandi dimensioni sono state ripetute senza domande. Lucas ha anche creato i suoi disegni con annotazioni più specifiche di quelle fornite da Cope, quindi Carpenter ritiene improbabile che stesse semplicemente ripetendo ciò che aveva detto Cope. In seguito, nel 1880, Lucas incluse una menzione specifica dell'esemplare nella sua autobiografia, annotando "che mostro deve essere stato l'animale", confutando l'idea che non veniva prestata attenzione all'importanza della vertebra. Dopo aver studiato di nuovo il disegno dell'esemplare, Carpenter notò che l'esemplare era fortemente somigliante alle vertebre dei rebbachisauridi. Siccome la specie tipo di Amphicoelias, A. altus, rappresenta un diplodocide o un diplodocoide primitivo, e nel sue riesame A. fragillimus viene considerato un rebbachisauro, la specie non può più essere riferita al genere Amphicoelias, pertanto è stato istituito un nuovo genere, Maraapunisaurus. Dare un nome a un genere basato su un esemplare perduto è raro, ma ha sottolineato che l'ICZN non lo proibisce e che il genere Nopcsaspondylus è stato nominato in modo simile. Il nome del genere Maraapunisaurus deriva dalla lingua Ute Maraapuni che vuol dire "enorme", e dal greco antico saurus ossia "lucertola".

## Descrizione
Nella stessa pubblicazione Cope nominò anche una seconda specie, l'Amphicoelias fragillimus il tipo nomenclaturale descritto da E. D. Cope nel 1878. Tuttavia tutti i ricercatori successivi considerarono l'A. fragillimus come sinonimo di A. altus ma già a partire dal 1881 era stato riconosciuto che l'A. altus non poteva essere distinto dall'altro genere, in quanto le caratteristiche descritte da Cope erano state male interpretate e diffuse.
Nel 1921 Henry Fairfield Osborn e C.C. Mook attribuirono altre ossa fossili a A. altus, una scapola, un coracoide, un'ulna e un dente. Osborn e Mook, che studiarono l'esemplare, trovarono notevoli somiglianze tra l'Amphicoelias e il Diplodocus, anche se il primo possedeva un femore insolitamente snello e gli arti anteriori proporzionalmente più lunghi di quelli del Diplodocus.
La dentizione dell'Amphicoelias è del tipo omodonte. I suoi denti avevano la forma di lunghe aste cilindriche sottili, erano distanziati e sporgevano verso la parte anteriore della bocca. Il femore di Amphicoelias è insolitamente lungo, snello e rotondo in sezione trasversale; mentre questa rotondità si pensava fosse un'altra caratteristica distintiva di Amphicoelias, da allora è stata trovata in alcuni esemplari di Diplodocus. Anche la taglia dei due animali doveva essere molto simile (circa 28 metri di lunghezza per l'Amphicoelias altus, circa 27 per il Diplodocus). Mentre la maggior parte degli scienziati ha utilizzato questi dettagli per distinguere l'Amphicoelias e il Diplodocus come generi separati, almeno uno ha suggerito che l'Amphicoelias è probabilmente il sinonimo senior del Diplodocus.

### Dimensioni

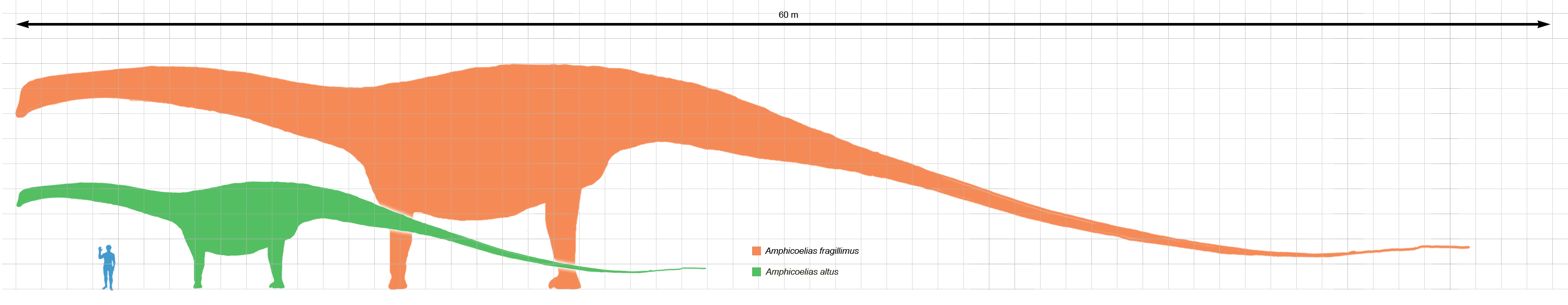
Possibili dimensioni di M. fragillimus (in arancione) e A. altus (in verde) confrontate a quelle di un essere umano, basate sulla descrizione forse fuorviante di Cope dei campioni fossili di M. fragillimus.

Il Maraapunisaurus fragillimus è conosciuto solo per una vertebra, per di più incompleta. Qualsiasi stima delle sue dimensioni deve essere quindi trattata con cautela a causa della mancanza di campioni o persino della documentazione dettagliata e accurata dei suoi fossili. Tutte le stime delle dimensioni sono basate sulla descrizione originale di Cope, che ha misurazioni vaghe e errori tipografici potenzialmente critici.
Proporre una stima della dimensione completa dell'A. fragillimus richiede di dimensionare le ossa delle specie più note di diplodocidi (una famiglia di sauropodi estremamente lunghi e snelli) assumendo che le loro proporzioni relative siano simili. Nel suo articolo originale Cope lo fece speculando sulle dimensioni di un ipotetico femore di A. fragillimus. Egli fece notare come in altri dinosauri sauropodi, in particolare l'A. altus e il Camarasaurus supremus, i femori erano sempre due volte più alti della più alta vertebra dorsale, per cui stimò la dimensione di un femore di A. fragillimus in 3,6 metri di altezza.
Nel 1994, usando un Diplodocus come riferimento, Gregory S. Paul ha stimato una lunghezza del femore di un A. fragillimus in una forbice da 3,1 a 4 metri. Una nuova stima del 2006 da parte di Ken Carpenter, utilizzando anch'egli un Diplodocus come scala di guida, ha trovato un'altezza del femore tra i 4,3 e i 4,6 metri. Partendo dal femore Carpenter ha continuato a stimare la dimensione completa di un A. fragillimus, avvertendo però che le proporzioni relative nei diplodocidi potrebbero variare da specie a specie. Assumendo le stesse proporzioni del noto Diplodocus, Carpenter ha suggerito una lunghezza totale stimata di 58 metri, che ha fatto osservare rientrerebbe nell'intervallo presentato da Paul nel 1994 compreso tra 40 e 60 metri.
Carpenter ha sottolineato che anche le stime di lunghezza più prudenti in difetto per l'A. fragillimus sono superiori a quelle di altri sauropodi giganti, come il diplodocide Supersaurus vivianae (32,5 metri), il brachiosauride Sauroposeidon proteles (34 metri) e il titanosauro Argentinosaurus (30 metri). Carpenter si è spinto fino a presentare proporzioni più speculative e specifiche per l'A. fragillimus (sempre basandosi su una scala graduata relativa al Diplodocus), compresa una lunghezza del collo di 16,75 metri, una lunghezza del corpo di 9,25 metri e una lunghezza della coda di 32. Il paleontologo ha stimato l'altezza totale degli arti anteriori a 5,75 metri e quella degli arti posteriori a 7,5, con un'altezza complessiva (nel punto più alto sul posteriore) di 9,25 metri. Per confronto, la balenottera azzurra, che è in media la creatura vivente più lunga, raggiunge i 29,9 metri di lunghezza verificati scientificamente, anche se le più lunghe mai misurate dai cacciatori di balene erano due femmine di 33,6 e 33,3 metri rispettivamente.
Nonostante la forma del corpo del M. fragillimus fosse relativamente sottile, le sue enormi dimensioni lo rendevano ancora molto massiccio. Il peso dei sauropodi è però molto più difficile da determinare rispetto alla lunghezza, poiché le equazioni necessarie sono più complesse e sono soggette a maggiori margini di errore anche rispetto a variazioni minori delle proporzioni globali dell'animale. Carpenter si servì di una stima di Paul del 1994 sulla massa di un Diplodocus carnegii di 11,5 tonnellate per ipotizzare che l'A. fragillimus potesse pesare fino a 122,4 tonnellate. Per confronto la balenottera azzurra più pesante mai registrata pesava 173 tonnellate, mentre il dinosauro più pesante noto per i suoi fossili ragionevolmente ben conservati,  l'Argentinosaurus, doveva pesare tra le 80 e le 100 tonnellate; sebbene le stime di queste dimensioni possano essere oggetto di discussione, l'A. fragillimus potrebbe nonostante tutto essere più leggero del Bruhathkayosaurus, che è stato stimato pesare anche 220 tonnellate.
Appartenendo ad una famiglia di sauropodi (i diplodocidi) lunghi ma leggeri rispetto alle enormi dimensioni, l'Amphicoelias fragillimus doveva quindi essere relativamente "leggero". Altre stime hanno poi diminuito (anche se di poco) la sua lunghezza complessiva: il risultato è un Amphicoelias lungo 50 metri. Alcuni studiosi pensano che l'Amphicoelias fragillimus fosse ancora più piccolo, e cioè 45 metri di lunghezza. Tuttavia, poiché gli unici resti fossili sono andati perduti, l'unica evidenza scientifica per queste stime è sopravvissuta nei documenti dell'epoca ed analisi più recenti di questi, alla luce delle nuove conoscenze nel campo, hanno suggerito che le enormi dimensioni ipotizzate per questo animale fossero una sovrastima biologicamente poco plausibile.

## Paleoecologia
Nella sua rivalutazione del 2006, Carpenter ha esaminato la paleobiologia dei sauropodi giganti, tra cui l'Amphicoelias, e ha affrontato la questione del perché questo gruppo abbia raggiunto dimensioni così grandi. Lo scienziato ha sottolineato che le dimensioni gigantesche furono raggiunte all'inizio dell'evoluzione dei sauropodi, con specie di dimensioni molto grandi presenti già nel tardo periodo Triassico, concludendo che qualsiasi pressione evolutiva avesse dato luogo a grandi dimensioni, questa era presente fin dalle prime origini del gruppo. Carpenter ha citato diversi studi sui mammiferi erbivori giganti, come l'elefante e il rinoceronte, che hanno dimostrato che una taglia maggiore negli animali che mangiano le piante porta ad una maggiore efficienza nella digestione del cibo. Poiché gli animali più grandi hanno un apparato digerente più lungo, il cibo viene mantenuto in digestione per periodi significativamente più lunghi, consentendo agli animali di grandi dimensioni di sopravvivere anche con fonti di cibo di qualità inferiore. Ciò è particolarmente vero per gli animali con un gran numero di "camere di fermentazione" lungo l'intestino che permettono ai microrganismi di accumularsi e di fermentare il materiale vegetale, favorendo la digestione. Durante la loro storia evolutiva, i dinosauri sauropodi sono stati trovati principalmente in ambienti semi-aridi, stagionalmente secchi, con un corrispondente calo stagionale della qualità del cibo durante la stagione secca. L'ambiente dell'Amphicoelias era essenzialmente una savana, simile agli ambienti aridi in cui vivono i moderni erbivori giganti, sostenendo l'idea che il cibo di scarsa qualità in un ambiente arido promuove l'evoluzione dei grandi erbivori. Carpenter ha sostenuto che altri vantaggi delle grandi dimensioni, come la relativa immunità dai predatori, il dispendio energetico inferiore e una maggiore durata della vita, sono probabilmente vantaggi secondari.

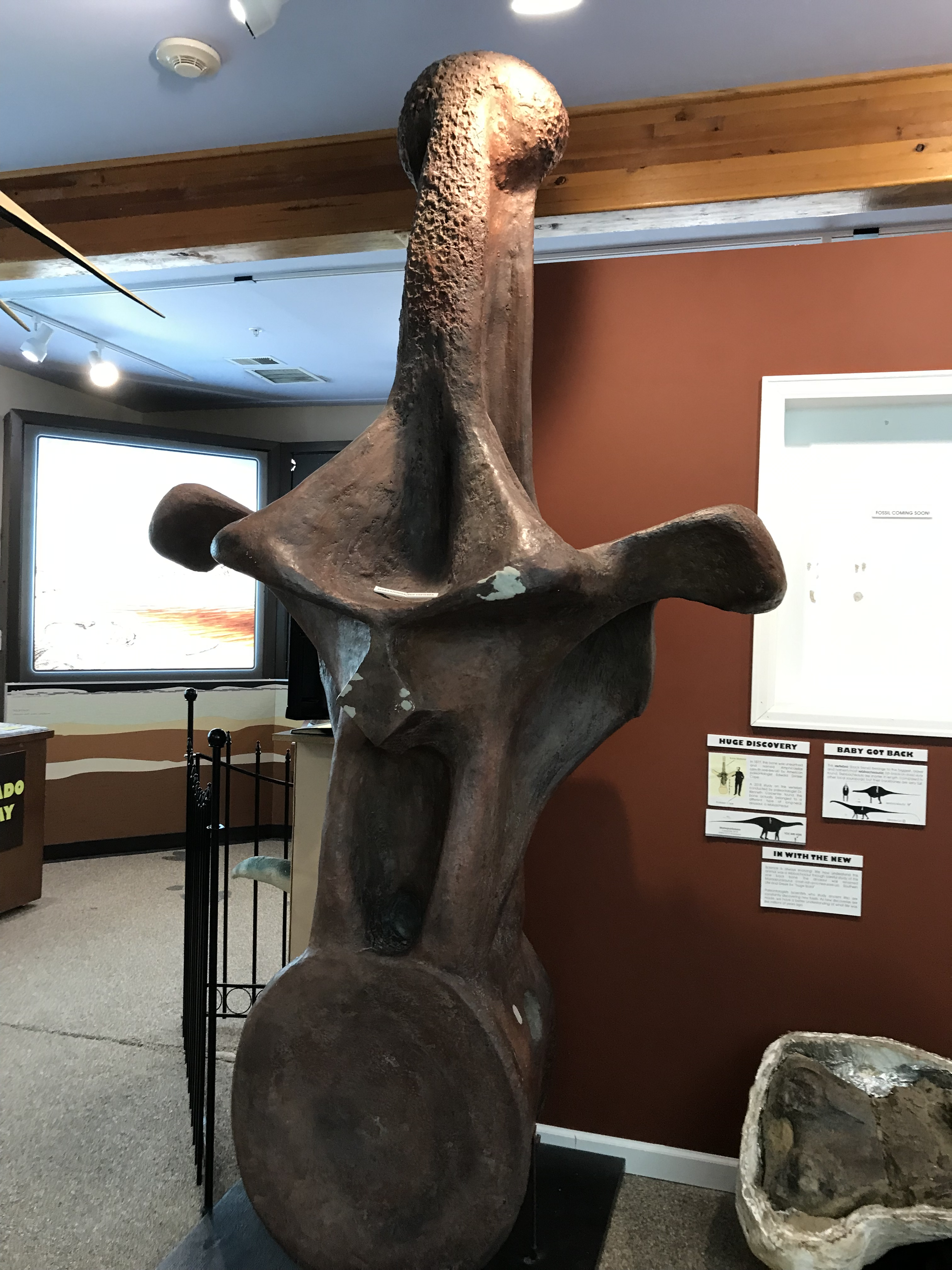
Ricostruzione della vertebra di Maraapunisaurus fragillimus

L'ambiente oggi testimoniato dalla formazione Morrison in cui visse l'Amphicoelias sarebbe assomigliato a una moderna savana anche se, poiché le piante erbacee non sarebbero apparse fino al Cretacico superiore, erano probabilmente le felci le piante dominanti e quindi la principale fonte di cibo per l'Amphicoelias. Sebbene Engelmann et al. (2004) abbiano respinto le felci come fonte di cibo dei sauropodi a causa del loro contenuto calorico relativamente basso, Carpenter ha sostenuto che il sistema digerente sauropode, ben adattato per assimilare alimenti di bassa qualità, consentiva il consumo di felci come parte preponderante della dieta sauropode. Carpenter ha anche notato che la presenza occasionale di grandi ceppi pietrificati indica la presenza di alberi ad alto fusto di altezza compresa tra i 20 e i 30 m, che sembrerebbero in conflitto con il contesto della savana. Tuttavia, gli alberi sono rari e, poiché gli alberi ad alto fusto richiedono più acqua di quanto l'ambiente della savana potrebbe generalmente fornire, probabilmente esistevano in tratti ristretti o come "gallerie di foreste" lungo fiumi e calanchi dove l'acqua poteva accumularsi. Carpenter ha ipotizzato che giganteschi erbivori come l'Amphicoelias  potessero aver usato l'ombra delle "gallerie di foreste" per mantenersi freschi durante il giorno, e provveduto alla maggior parte della loro alimentazione in aperta savana di notte.